# Сямісен

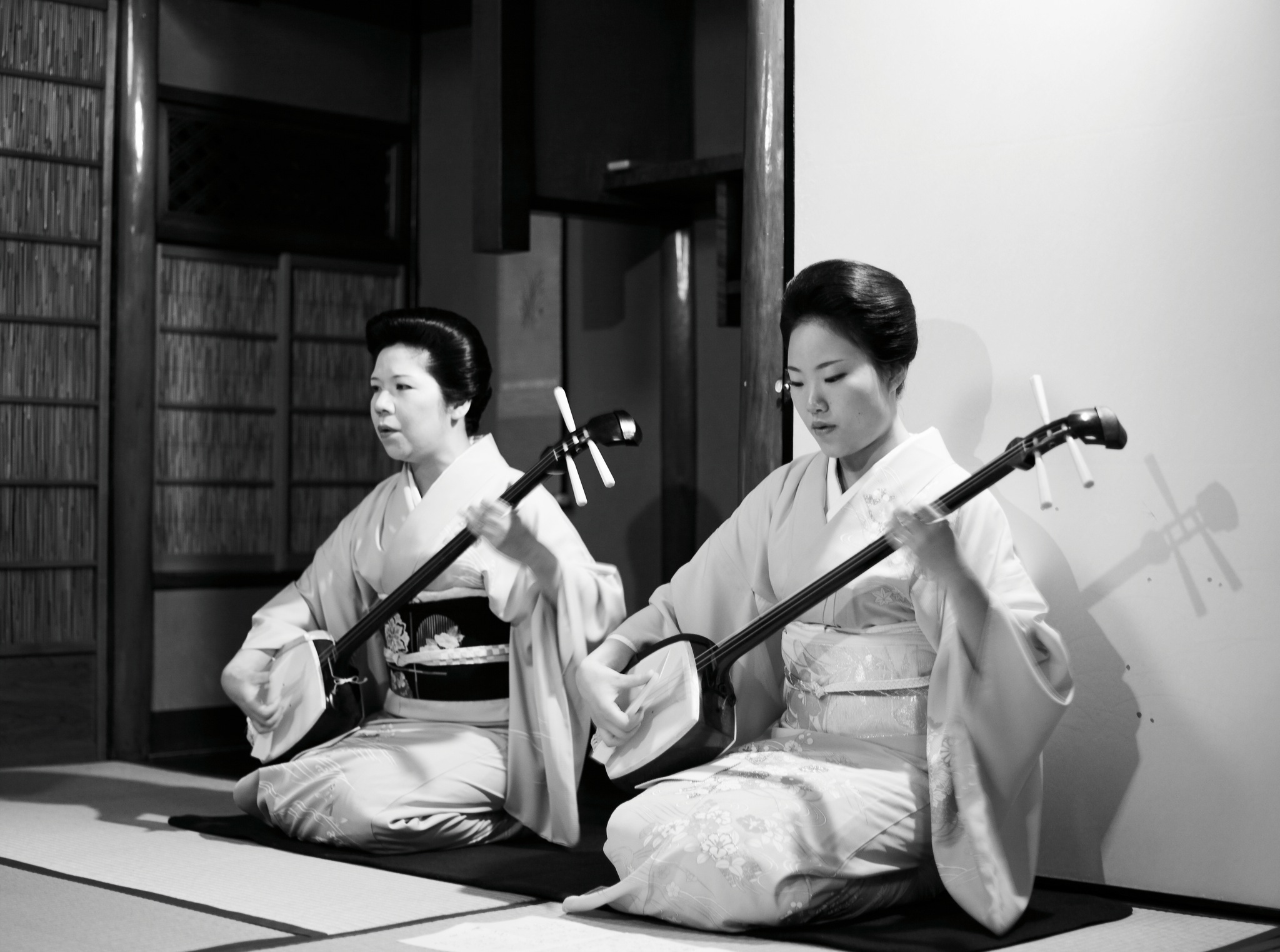
Японські гейші грають на сямісені

Сямісен або шямісен,  (яп. 三味線, しゃみせん, МФА: [ɕa̠mʲisẽ̞ɴ] Shamisen, «триструнник») — традиційний струнний музичний інструмент в Японії. 
Інші назви: сямі (しゃみ), самісен (さみせん), пенпен (ぺんぺん) або триструнник (三弦).
Складається з прямокутної дерев'яної основи, що обтягнута шкірою кішки чи собаки, та грифа, який пронизує цю основу.
Батьківщина шямісена — Китай. До Японії цей інструмент потрапив через Королівство Рюкю у 1558–1570 роках. Впродовж XVII століття він став японським народним інструментом. Його використовують по сьогодні для виконання традиційних японських пісень у театрі кабукі та домах куртизанок. 
З кінця XX століття самісен популярний у середовищі молодих японських музикантів, які грають на ньому як на гітарі.